# Leis do Ganso Cinzento
As Leis do Ganso Cinzento (em islandês: Grágás) eram o código jurídico, contendo as leis da Islândia na época do Estado Livre da Islândia (930-1263).

O texto destas leis está fundamentalmente preservado em dois manuscritos: O Konungsbók (Livro do Rei), escrito por volta de 1260 e guardado na Biblioteca Real de Copenhaga, e o Staðarhólsbók (Livro de Stadarhol), escrito por volta de 1280 e conservado na Biblioteca da Universidade de Copenhaga.

Entre outras leis, este código abrange disposições com implicações linguísticas, pelas quais a língua local é designada de "língua dinamarquesa" (danska tungu) e apontada como sendo a língua comum de islandeses, dinamarqueses, suecos e noruegueses (danskir eða sœnskir eða norrœnir).